# Erioptera (Mesocyphona) subhistrio
Erioptera (Mesocyphona) subhistrio is een tweevleugelige uit de familie steltmuggen (Limoniidae). De soort komt voor in het Neotropisch gebied.